# ديسوكسيميتازون
ديسوكسيميتازون (بالإنجليزية: Desoximetasone)‏ هو دواء يُستعمل في علاج:
- التهاب[6]
- صدفية (منذ 10 أبريل 2013)[7]

## دوره
يلعب هذا الدواء دورًا في علاج الأمراض كونه:
- مضاد حكة
- مثبط الليبوأكسيجيناز
- مضاد التهاب
- هرمون قشري سكري